# 호즈미 마히로
호즈미 마히로(일본어: 帆純 まひろ ほずみ まひろ[*], 3월 15일 - )는 다카라즈카 가극단 하나구미 소속 남역 스타이다.
효고현 니시노미야시, 시립 코료 중학교 출신이다. 키 170cm, 애칭은 "세노", "홋티-", "마히로", "홋짱"이다.

## 약력
2011년, 다카라즈카 음악학교에 입학하였다
2013년, 다카라즈카 가극단 99기생으로 입단. 입단 당시 성적은 27등이었다. 유키구미 공연 「베르사이유의 장미」로 초무대를 하였다.
2014년, 구미마와리를 거쳐 하나구미에 배속되었다.
전 유키구미 톱스타 사기리 세이나와 비슷한 용모로 주목을 받아, 2019년, 센나 아야세 퇴단공연 「CASANOVA」로, 신인공연 첫 주연. 99기에서 첫 신인공연 주연 경험자가 되었다.
2022년, 바우 워크샵 「순정(殉情)」으로 바우홀 공연 첫 주연을 맡았다.

## 인물
어릴 때부터, 배턴 트월링에 빠져, 전국 대회에서는 우승 단골 팀에서 실력을 연마해, 오사카 미도스지 퍼레이드에서도 활약했다.
배턴의 선생님이 다카라즈카 팬이기도 했고, 2005년 소라구미 공연 「불꽃에 입맞춤을／네오 보야지」로 다카라즈카 첫 관극을 하였다. 쇼에서 즐거운 듯 반짝반짝하고 노래하고 춤을 추고 있는 모습에 감동받았다. 중학교 2학년에 배턴 개인부에서 전국 대회 진출한 것을 계기로, 음악학교 수험 공부로 방향을 전환했다.

## 출연 이벤트
- 2019년 12월, 다카라즈카 스페셜 2019 『Beautiful Harmony』
- 2021년 1 - 2월, 미나미 마이토 스페셜 라이브 『Aqua Bella!!』
- 2021년 5월, 하나 유우키 스페셜 라이브 『화시집(華詩集)』